# 基隆火力發電所
基隆火力發電所為一座位於臺灣基隆市的小型火力發電廠，廠區坐落在日治時期的基隆街田寮町135、140以及141番地，目前該座發電廠已停機拆除。

## 沿革
基隆火力發電所最初於日治時期興建，當時掌管全臺灣電力供給業務的台灣電力株式會社，為解決日月潭水力電氣工事施作前臺灣北部地區的缺電狀況，而在1919年時提出基隆火力發電所的興建計畫。
火力發電廠的興建案在1919年底時由台灣電力正式向台灣總督府提出。計畫內容包括，裝置容量2,000KW的燃煤發電機組一部，總興建預算為日圓59.3萬元。然而當計畫提出後，因其噪音與燒煤時產生的廢氣問題，受到發電廠預定地周圍的居民強烈反對，使得整體計畫延宕。
台灣電力株式會社在1920年8月將計畫重新更改，包括排放煤煙的煙囪高度調整到170尺以上，煙道截面積增加，以及增加自動給炭機等改善項目，總興建預算提升至日圓71.3萬元。同年10月5日，台灣總督府同意火力發電廠的興建案。
1921年2月14日，基隆火力發電所正式動工，並於同年11月10日完工，並隨即展開試運轉。試運轉期間內，因施工前的諸多改善，使得發電廠運作時幾乎無產生煤煙，並且噪音震動小，讓發電廠周圍居民改觀。總施工費用也從原先的日圓71.3萬元降低至58.5萬元，共省下12.8萬元。
1922年2月21日，完成試運轉後，基隆火力發電所正式投入營運。
1938年，基隆火力發電所停機廢棄。
1943年，台灣電力株式會社旗下位於澎湖廳的澎湖支店（分公司）應日本帝國海軍要求，將基隆火力發電所退役後的發電機移至澎湖發電廠中安裝，該機組當時主要為供應駐守於澎湖的日本帝國海軍工作部之用電需要。

## 設施

### 發電機組
| 名稱  | 發電機組類型 | 機組數量 | 發電燃料 | 裝置容量（kW） | 興建年代      | 狀態   |
| ----- | ------------ | -------- | -------- | -------------- | ------------- | ------ |
| 1號機 | 燃煤發電機   | 1        | 煤炭     | 2,000KW        | 1921年2月14日 | 已拆除 |

## 資料來源
1. 1 2 3  . 中央研究院.   [2016-04-03]. （原始内容存档于2020-02-20） （中文（臺灣））.
2. 1 2 3 4 5 6 7 8 9 10 11 12 13  林炳炎. . 臺北市: 自刊. 1997年: 74. ISBN 957-97197-7-2.
3. ↑  朱瑞墉.  (PDF). 源雜誌. 2009-07  [2016-04-03]. （原始内容存档 (PDF)于2016-04-14） （中文（臺灣））.